# Ausa (Romaña)
El torrente Ausa (del italiano: torrente Ausa) es un pequeño río de San Marino septentrional y la Emilia-Romaña en Italia. La fuente del río es Monte Titano en San Marino central. El río fluye hacia el noreste pasando Serravalle y cruza la frontera hacia la provincia de Rímini italiana cerca de Dogana. El río sigue fluyendo hacia el noreste y atraviesa Rímini antes de desembocar en el mar Adriático al sur de la desembocadura del río Marecchia. Con 55 m s. n. m., es el punto más bajo de San Marino.